# Thurston Harris
Pour les articles homonymes, voir Harris.
Thurston Harris, né Theodore Thurston Harris le 11 juillet 1931 à Indianapolis et mort le 14 avril 1990 à Pomona en Californie, est un chanteur américain des années 1950, principalement connu pour son interprétation de Little Bitty Pretty One qui atteint la 6e position au Billboard Hot 100 en 1957 et se vend à plus d'un million d'exemplaires.

## Biographie
Né le 11 juillet 1931 à Indianapolis dans l'Indiana, Harris chante dans une chorale gospel dès l'âge de 6 ans dans le groupe The Canaan Crusaders. Durant son adolescence, il se produit avec son frère William dans le groupe The Indiana Wonders.
Lors son service militaire, il découvre le rythm'n blues et devient fan des Dominoes et des Five Royales.
De retour à la vie civile, il chante avec The Sunset Terrace. Repéré par Jimmy Liggins, celui-ci l'engage pour réaliser une tournée avec son frère Joe. Après une tournée dans le Midwest, le duo se sépare dès leur arrivée à Los Angeles. S'y étant établi, Harris se fait passer pour le chanteur principal des Five Royales sur le titre Help Me Somebody, alors n°1 au Billboard, lors d'un concours de chant. Vainqueur, il se voit proposer d'entrer dans le trio qui termine à la seconde place. Le quatuor tourne dans les bars environnants et rencontre Al Frazier, ancien chanteur des Mello Moods, lors d'une soirée en 1953. Ayant lui aussi décidé d'intégrer le groupe, c'est Johnny Otis, connu lors de leurs représentations au Barrel House de Watts, qui les présentera à Ralph Bass de King Records. Ce dernier leur fait signer un contrat dès 1953 avec Federal Records sous le nom de Lamplighters.
The Lamplighters enregistrent pour Federal entre 1953 et 1956 mais aucun titre ne leur ouvre la voie des classements bien que la voix de ténor de Harris et des chorégraphies sur scène leur donnent un caractère singulier.
L'alcool, la drogue et les femmes provoquent plusieurs séparations du groupe, celui-ci n'étant recréé avec Harris qu'épisodiquement, et changeant de nom en son absence,.
En 1957, Harris signe un contrat en solo chez Aladdin Records. Il invite ses compagnons de chant (sous le nom The Sharps) pour l'enregistrement de ce qui sera son plus gros succès : Little Bitty Pretty One, une reprise de Bobby Day. Son interprétation entre dans les classements avant la version originale de Day mais le fait considérer par certains membres de l'industrie musicale comme un simple imitateur. Le succès du morceau (#6 au Billboard Hot 100 et #2 au Billboard R&B) propulse Harris au devant de la scène R&B : sa notoriété lui permet de se produire avec Buddy Holly, Fats Domino ou The Everly Brothers. Les réunions Harris/Sharps deviennent de plus en plus rares même s'ils participent encore au single Be Baba Leba en 1958. Les Sharps évoluent et deviennent les Rivingtons en 1962.
Durant la même session d'enregistrement que son tube, Harris avait enregistré Do What You Did avec le saxophoniste Jackie Kelso (en). Le titre sort en follow-up et parvient lui aussi à entrer dans le top 15 du Billboard R&B (#14).
L'année suivante, il interprète à nouveau un titre de Bobby Day, Over and Over, mais sa version reste dans les profondeurs du Billboard Hot 100 (#96) alors que celle de Day avait atteint le top 50 (#41).
Sa dernière session d'enregistrement pour Aladdin se déroule le 13 janvier 1961 et constitue par la même occasion la dernière session du label, Imperial Records venant d'acquérir leur catalogue sans pour autant renouveler le contrat de Harris.
Dès 1962, Harris signe auprès d'autres labels, passant successivement par Cub, Dot, Imperial et Reprise mais ne retrouve pas le chemin du succès. Dépressif, dépendant à la drogue et à l'alcool, il décide de quitter le monde de la musique. Il se retrouve sans domicile fixe et vit chez des amis ou dans sa famille pendant des années, alternant séjours à l'hôpital et en prison. Il devient chauffeur de bus, puis guide touristique pour Universal Studios.
En 1983, guéri de son addiction à la drogue mais pas à l'alcool, il obtient un contrat au Palomino Club avec Big Jay McNeely grâce au soutien de quelques amis musiciens, représentant sa première apparition publique depuis vingt ans. Il devient chanteur de blues et envisage d'enregistrer de nouveaux titres. Il souhaite intenter un procès en justice pour récupérer les droits de certains de ses titres : "Quand vous vendez des millions de disques et que vous n'obtenez rien en retour parce que votre manager, votre label, votre agent et votre éditeur se servent, vous n'êtes pas bien, mais c'était comme ça dans les années 1950", explique Steve Brigati, son agent durant les trois dernières années de sa vie.
Thurston Harris meurt le samedi 14 avril 1990 d'une crise cardiaque durant son sommeil dans une maison de repos de Pomona en Californie. D'après Brigati, Harris venait d'obtenir un contrat pour se produire au Greek Theater de Los Angeles.
Il a une fille, l'auteure Jewel Rene Harris, et sa petite fille LaVonna Harris, née le 24 mai 1976, est chanteuse auto-produite.

## Discographie
Pour une discographie exhaustive, consulter WangDangDula, Discogs ou SoulfulKindaMusic.
Pour la discographie des Lamplighters, voir The Rivingtons.

### En solo
| Année | Titre                                                            | Classement                                                          | Label    | Référence |
| 1957  | Little Bitty Pretty One / I Hope You Won't Hold It Against Me    |                                                                     | Intro    | 6099      |
| 1957  | Little Bitty Pretty One / I Hope You Won't Hold It Against Me    | États-Unis (Billboard R'n'B #2) États-Unis (Billboard Hot 100 #6)   | Aladdin  | 3398      |
| 1957  | Do What You Did / I'm Asking Forgiveness                         | États-Unis (Billboard R'n'B #14) États-Unis (Billboard Hot 100 #57) | Aladdin  | 3399      |
| 1958  | Be-Baba-Leba / I'm Out To Getcha                                 |                                                                     | Aladdin  | 3415      |
| 1958  | Only One Love Is Blessed / Smokey Joe's                          |                                                                     | Aladdin  | 3428      |
| 1958  | Over And Over / You're Gonna Miss Me                             | États-Unis (Billboard Hot 100 #96)                                  | Aladdin  | 3430      |
| 1958  | Over Someone Else's Shoulder / Tears From My Heart               |                                                                     | Aladdin  | 3435      |
| 1958  | Purple Stew / I Heard A Rhapsody                                 |                                                                     | Aladdin  | 3440      |
| 1959  | From The Bottom Of My Heart / You Don't Know How Much I Love You |                                                                     | Aladdin  | 3447      |
| 1959  | Don't You Know / From The Bottom Of My Heart                     |                                                                     | Aladdin  | 3448      |
| 1959  | Hey Little Girl / My Love Will Last                              |                                                                     | Aladdin  | 3450      |
| 1959  | Runk Bunk / Bless Your Heart                                     |                                                                     | Aladdin  | 3452      |
| 1959  | Slip Slop / Paradise Hill                                        |                                                                     | Aladdin  | 3456      |
| 1960  | Moonlight Coctail / Recess In Heaven                             |                                                                     | Aladdin  | 3462      |
| 1960  | One Scotch, One Bourbon, One Beer / Send Me Some Loving          |                                                                     | Aladdin  | 3468      |
| 1962  | I'd Like To Start Over Again / Mr. Satan                         |                                                                     | Cub      | 9108      |
| 1963  | Quiet As It's Kept / Goddess Of Angels                           |                                                                     | Dot      | 16415     |
| 1963  | Poop-A-Loop / She's The One                                      |                                                                     | Dot      | 16427     |
| 1963  | Got You On My Mind / Tears From My Heart                         |                                                                     | Imperial | 5928      |
| 1963  | You're Gonna Need Me / I'm Asking Forgiveness                    |                                                                     | Imperial | 5971      |
| 1964  | Dance On Little Girl / Dancing Silhouettes                       |                                                                     | Reprise  | 0255      |

### Compilations
| Année | Titre                                                                           | Label       | Référence  |
| 1983  | Little Bitty Pretty One                                                         | Aladdin     | 1546651    |
| 1986  | Little Bitty Pretty One                                                         | EMI America | SQ 17237   |
| 1988  | Thurston Harris                                                                 | Aladdin     | 3390       |
| 1989  | Thurston Harris & The Lamplighters : Be Bop Wino                                | Official    | 6052       |
| 1995  | Little Bitty Pretty One                                                         | Plaza       | CD 502     |
| 2005  | The Lamplighters : Loving, Rocking, Thrilling - The complete Federal Recordings | Ace         | CDCHD 1040 |
| 2010  | Little Bitty Pretty One                                                         | Hoodoo      | 263372     |

## Reprises
Outre de multiples versions de Little Bitty Pretty One et Over and Over (déjà toutes deux des réinterprétations de chansons de Bobby Day), quelques autres titres du répertoire de Harris ont été repris :
- Shakin' Stevens reprend Do What You Did sur son album Take One! en 1979[21].

- Adam Faith enregistre Runk Bunk en 1959 en face B de Ah! Poor Little baby[22].